# Jonathan James
Jonathan Joseph James (12. prosince 1983 Miami – 12. května 2008 Miami) byl americký hacker, jako první nezletilý odsouzen za počítačovou kriminalitu ve Spojených státech. V patnácti letech mimo jiné napadl server Ministerstva obrany Spojených států amerických.
V době prvního útoku bylo rodákovi z jižní Floridy pouhých 15 let a v 16 letech byl odsouzen. Zemřel 18. května 2008 na střelné zranění, které si sám způsobil.

## Počáteční vniknutí do Ministerstva obrany
Mezi daty 23. 8. 1999 a 27. 10. 1999 se James dopustil řady vniknutí do různých systémů, včetně těch od BellSouth a školského systému Miami-Dade. Tímto se mu dostalo pozornosti od federálních úřadů, nicméně bylo jeho vniknutí do počítačů Defense Threat Reduction Agency, divize Ministerstva obrany Spojených států amerických, primární funkcí, kterou je analýza potenciální hrozby Spojeným státům americkým, a to jak doma tak i v zahraničí. James později úřadům přiznal, že nainstaloval neoprávněná "zadní vrátka" v počítačovém serveru v Dulles ve Virginii, která používal k instalaci Sniffer který mu umožnil zachytit více než tři tisíce zpráv přicházejících a odcházejících od DTRA zaměstnanců, spolu s četnými uživatelskými jmény a hesly ostatních zaměstnanců DTRA, včetně minimálně 10 na oficiální vojenské počítače.
Později bylo odhaleno, že získaný precizní software byl zdrojovým kódem Mezinárodní vesmírné stanice, k ovládání kritických život-udržujících prvků. Podle NASA software podporuje fyzické prostředí Mezinárodní vesmírné stanice, včetně kontroly teploty a vlhkosti uvnitř obytného prostoru. Když bylo toto narušení zjištěno, byly počítače NASA vypnuty po dobu tří týdnů během července a kontrola a opravení jejich systémů stálo 41 000 dolarů.

## Zatčení, usvědčení a výkon trestu
Jamesův dům byl přepaden přibližně v 6 hodin ráno 26. ledna 2000, a to agenty z Ministerstva obrany, členy NASA a místní policií. James byl formálně obžalován o šest měsíců později. Dne 21. září 2000 uzavřel dohodu s U. S. právním zástupcem Guy Lewisem, ve které stálo, že se přizná ke dvěma mladistvým delikvencím výměnou za snížení trestu.
James byl odsouzen k šesti měsícům domácího vězení a k podmínce až do věku 18 let a byl požádán, aby napsal omluvné dopisy pro NASA a pro ministerstvo obrany. Bylo mu také zakázáno používat počítač pro rekreační účely. James později podmínku porušil pozitivními testy na užívání drog a byl následně vzat do vazby United States Marshals Service a letěl do Alabamského federálního nápravného zařízení, kde nakonec sloužil šest měsíců. Právní experti se domnívají, že kdyby byl dospělý, mohl by vzhledem k rozsahu jeho vniknutí do systémů za své činy sloužit nejméně deset let. Generální právní zástupce Janet Reno i právní zástupce Guy Lewis vydali prohlášení, že případ Jamese byl důkazem Ministerstva spravedlnosti ochotně přitvrdit na trestech mladistvých pachatelů obviněných z počítačové trestné činnosti. 

## Smrt
V roce 2007 bylo oddělení TJX obětí masivního vniknutí do počítačových systémů, které zpronevěřilo osobní a kreditní informace milionů zákazníků. Stejný okruh hackerů také spáchal vniknutí na BJ Wholesale Club, Boston Market, Barnes & Noble, Sportovní úřad, Forever 21, DSW, OfficeMax a Dave & Buster a údajně to učinilo z vůdce skupiny Alberta Gonzaleze milionáře. I když popřel, že něco takového udělal, James, který se přátelil s některými ze zúčastněných hackerů, byl vyšetřován tajnou službou, která vpadla do jeho, bratrova a přítelkynina domu. I když zřejmě zjistili, že k vniknutí připojen nebyl, objevili u něj právně registrovanou zbraň, kterou mu nevzali a zaznamenali náznaky, že zvažuje sebevraždu. Jamesův otec později řekl, že jeho syn byl náchylný k depresím. Trestní oznámení podané proti TJX hackerům zmiňovalo dalšího, nejmenovaného spiklence, který nebyl obžalovaný a byl identifikován pouze iniciály J. J. V roce 2004 tento spoluspiklenec pomáhal jednomu z hackerů v kradení čísel kreditních karet, čísel účtu a šifrovaných PIN kódů z OfficeMax obchodu přes Wi-Fi připojení na internet. Tato čísla byla později údajně poskytnuta Albertu Gonzalezovi. Jamesův otec věří, že "J. J." je jeho syn. Nicméně je pravděpodobné, že iniciály "J. J." by mohly ve skutečnosti být odkazem na "Jim Jones", (hacker) přezdívku pravděpodobně užívanou Stephenem Wattem, který byl blízkým přítelem počítačového hackera a kriminálníka Alberta Gonzaleze.
Dne 18. května 2008, byl Jonathan James nalezen mrtvý ve své sprše se střelnou ránou v hlavě, kterou si sám způsobil. Jeho sebevražda byla zřejmě motivována přesvědčením, že by byl trestně stíhán za zločiny, které nespáchal. "Já jsem upřímně, upřímně neměl nic společného s TJX", napsal James v dopisu na rozloučenou. "Nemám víru v systém spravedlnosti. Možná, že mé dnešní činy a tento dopis pošle silnější zprávu veřejnosti. Ať tak či onak, ztratil jsem kontrolu nad touto situací, a to je můj jediný způsob, jak kontrolu získat."